# Manuel Rodas Ochoa
Manuel Oseas Rodas Ochoa (La Esperanza, Departament de Quetzaltenango, 5 de juliol de 1984) és un ciclista guatemalenc. Ha guanyat diferents cops els campionats nacionals en ruta i en contrarellotge. Ha participat en dues edicions dels Jocs Olímpics. Combina la carretera amb el ciclisme en pista.

## Palmarès en ruta
- 2006
  - Vencedor d'una etapa de la Volta a Guatemala
- 2007
  - Vencedor d'una etapa de la Volta a Guatemala
- 2008
  - Vencedor d'una etapa de la Volta a Costa Rica
- 2010
  -  Campió de Guatemala en contrarellotge
- 2012
  -  Campió de Guatemala en contrarellotge
  - Vencedor d'una etapa de la Volta a Guatemala
- 2013
  - Medalla d'or als Jocs d'Amèrica Central en contrarellotge
  -  Campió de Guatemala en contrarellotge
  - Vencedor d'una etapa de la Ruta del Centro
- 2014
  -  Campió de Guatemala en contrarellotge
- 2015
  -  Campió de Guatemala en ruta
  -  Campió de Guatemala en contrarellotge
  - Vencedor d'una etapa de la Volta a Guatemala
- 2016
  -  Campió de Guatemala en ruta
  -  Campió de Guatemala en contrarellotge
  - Vencedor d'una etapa de la Volta a Guatemala
- 2017
  -  Campió de Guatemala en contrarellotge
  - 1r a la Volta a Guatemala i vencedor d'una etapa
- 2018
  -  Campió de Guatemala en contrarellotge
  - Vencedor d'una etapa de la Volta a Guatemala
- 2019
  -  Campió de Guatemala en contrarellotge
  - 1r a la Volta a Guatemala i vencedor d'una etapa
- 2021
  -  Campió de Guatemala en contrarellotge
- 2022
  -  Campió de Guatemala en contrarellotge
- 2023
  -  Campió de Guatemala en contrarellotge
- 2024
  -  Campió de Guatemala en contrarellotge

## Palmarès en pista
- 2016
  -  Campió de Guatemala en Òmnium
  -  Campió de Guatemala en Puntuació